# Stropní pancéřové prvky v československém opevnění

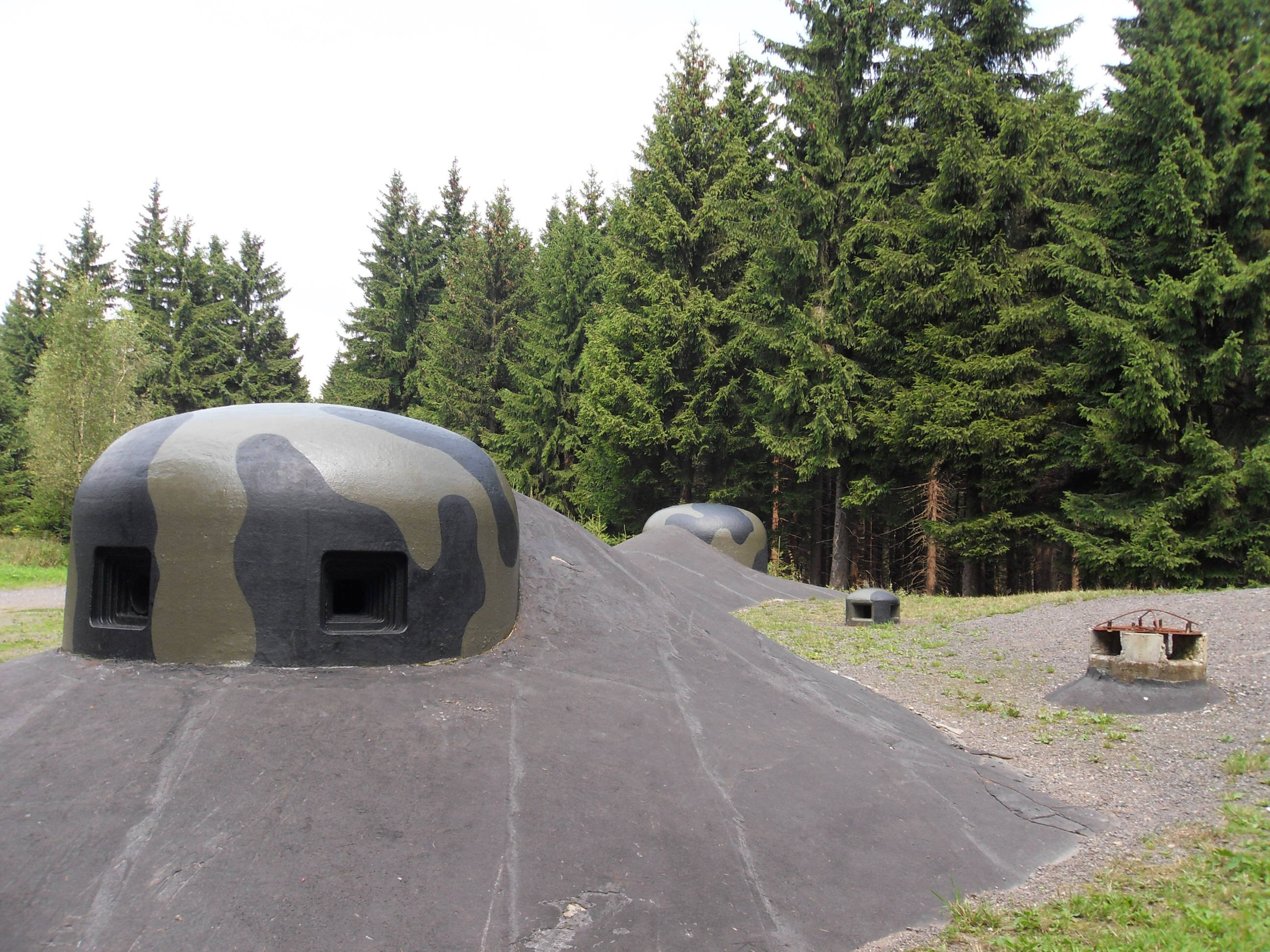
Pohled na stropní desku objektu R-S 78 „Na pasece“ tvrze Hanička se čtyřmi pancéřovými prvky: zvonem pro lehký kulomet (vpředu), kopulí pro těžký kulomet (vzadu) a dvojicí malých ventilačních zvonů (vpravo)

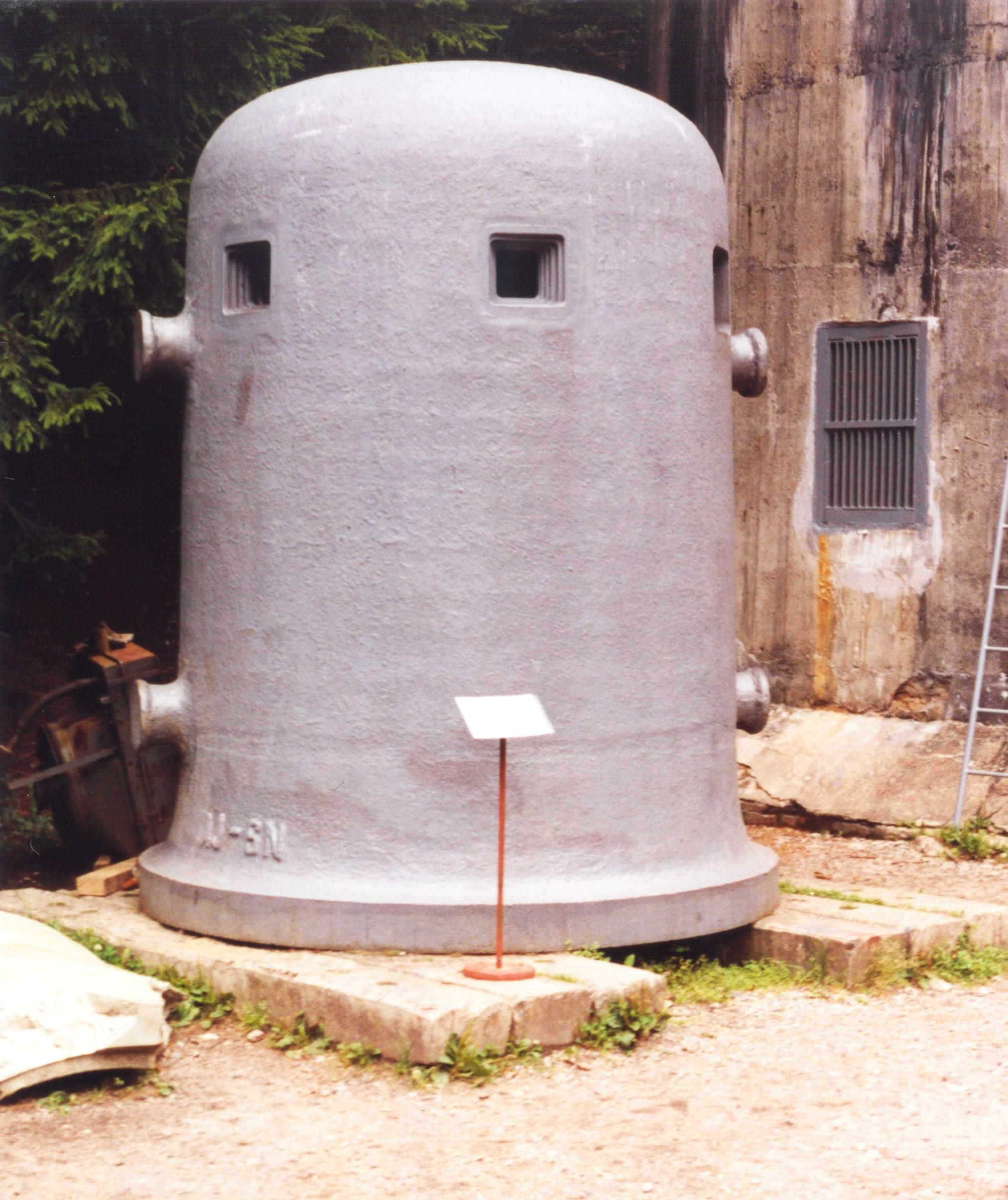
Pěchotní pancéřový zvon pro lehký kulomet (AJ/N) volně stojící před vchodovým objektem K-Ba-S 22a „Krok“ dělostřelecké tvrze Bouda

Stropní pancéřové prvky v československém opevnění jsou ocelolitinové prvky československého opevnění zabudované ve stropech těžkých objektů. Většina z nich byla obsluhována osádkou daného objektu a sloužila pro boj či pozorování, jedinou výjimkou jsou malé ventilační zvony. Podle účelu je lze rozdělit na pěchotní zvony (pozorování a možná palba pro ochranu objektu), kopule (výhradně pro palbu), dělostřelecké zvony (pouze pro pozorování), ventilační zvony a pohyblivé věže.

## Charakteristika

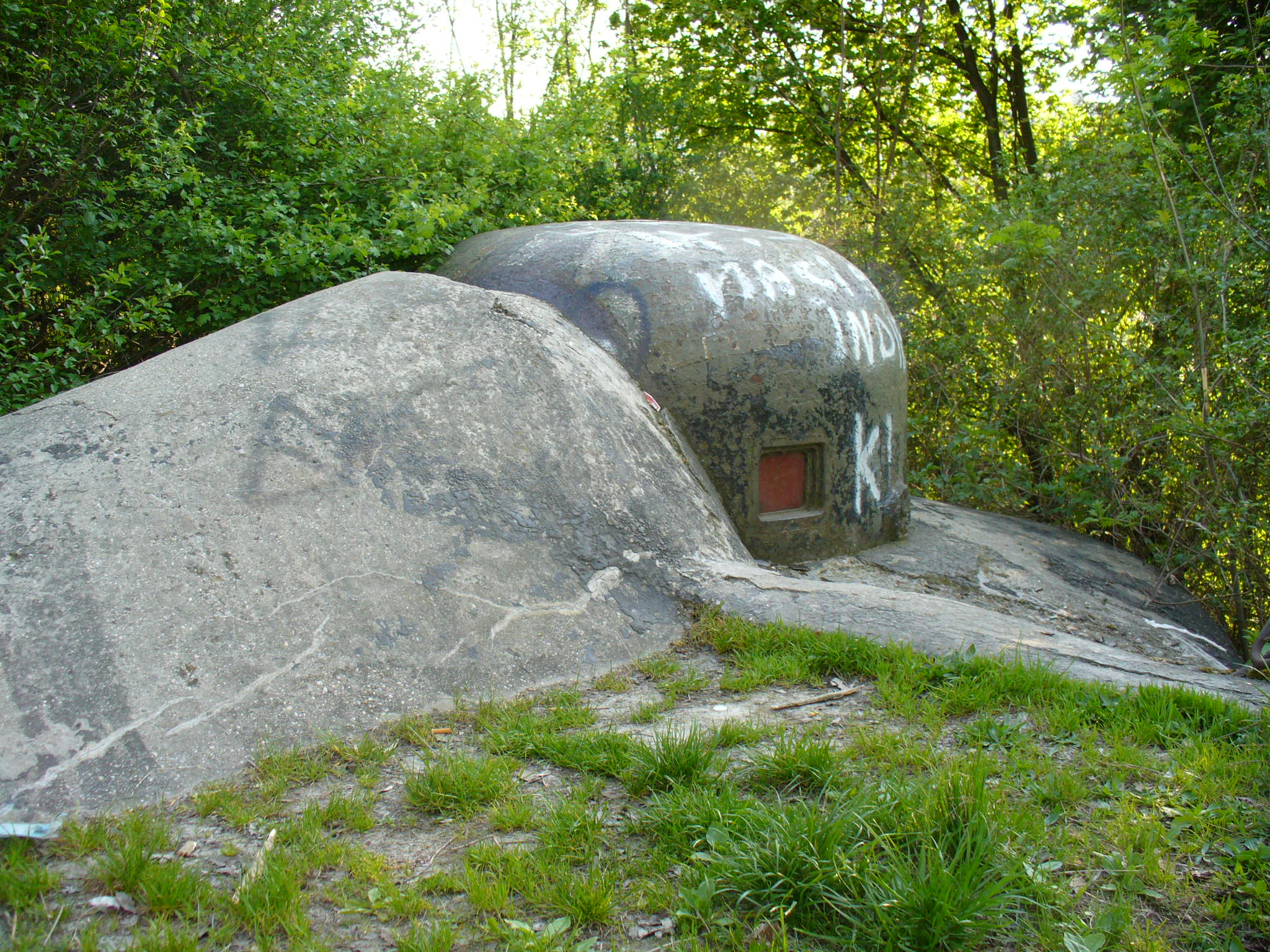
Pěchotní zvon AJ/N na bratislavském srubu B-S 13 „Stoh“ s maskovacím železobetonovým kuželem

Pancéřové zvony (kódové označení AJ) a kopule (kódové označení JA) jsou prvky pevně osazené ve stropní šachtě objektu. Podle svého taktického určení disponují jednou či několika střílnami nebo průzory. Jedná se o ocelolitinové odlitky mírně kuželovitého až válcového tvaru, jejichž temeno je zaobleno. Ve spodní části zvonu či kopule se nachází příruba, která zlepšuje upevnění prvku v železobetonové stropní desce a zajišťuje větší dosedací plochu pro přenášení nárazů. V případě vyššího stupně odolnosti objektu a s tím související silnější stropní deskou, větší hmotností i výškou zvonu/kopule (přibližně od 43–45 tun výše) jsou tyto prvky vybaveny samostatným ocelolitinovým podkladním prstencem, na které posléze byly ve stropní šachtě usazovány. Každý zvon (kopule) má na opačných stranách dvě dvojice čepů (nálitky), které sloužily pro manipulaci s prvkem pomocí jeřábu.
Zvony a kopule byly od výrobce dopravovány po železnici na speciálních hlubinných nebo plošinových vozech na nádraží, které se nacházelo poblíž stavěného úseku opevnění. Zde byly jeřábem přesunuty na vozy tzv. benzino-elektrického vlaku (silniční soupravy původně sloužící za první světové války k dopravě nejtěžších děl), který je odvezl k určenému objektu. Zde byl prvek portálovým jeřábem zvednut a osazen do připravené stropní šachty. Po kontrole a úpravě natočení byl zvon nebo kopule v šachtě zabetonován. Ze strany, kde se nenacházely střílny/průzory, byly tyto prvky chráněny železobetonovým maskovacím kuželem, který sloužil jak pro vlastní ochranu „pancíře“, tak pro jeho lepší splynutí s objektem. Některé kopule byly, vzhledem ke svým palebným úkolům a rovněž lepšímu maskování, zapuštěny do stropní desky objektu.
Pancéřové ventilační zvony (tzv. houby) se od ostatních zvonů a kopulí liší svým účelem. Jejich úlohou bylo nasávání čerstvého vzduchu do objektu a odvod zkaženého vzduchu mimo objekt, byly tak součástí ventilačního systému daného objektu. Jedná se o menší válcové ocelolitinové prvky se zaobleným vrchlíkem. V horní části zvonu se nachází vždy čtyři trychtýřovité otvory pro vstup/výstup vzduchu rozmístěné po 90 °. Uvnitř zvonu ústí potrubí složené ze čtyř bezešvých, do sebe vložených trubek, které prostupují celou sílou železobetonového stropu do interiéru objektu, kde na ně přes přírubu navazuje vnitřní ventilační potrubí.

## Základní technické údaje

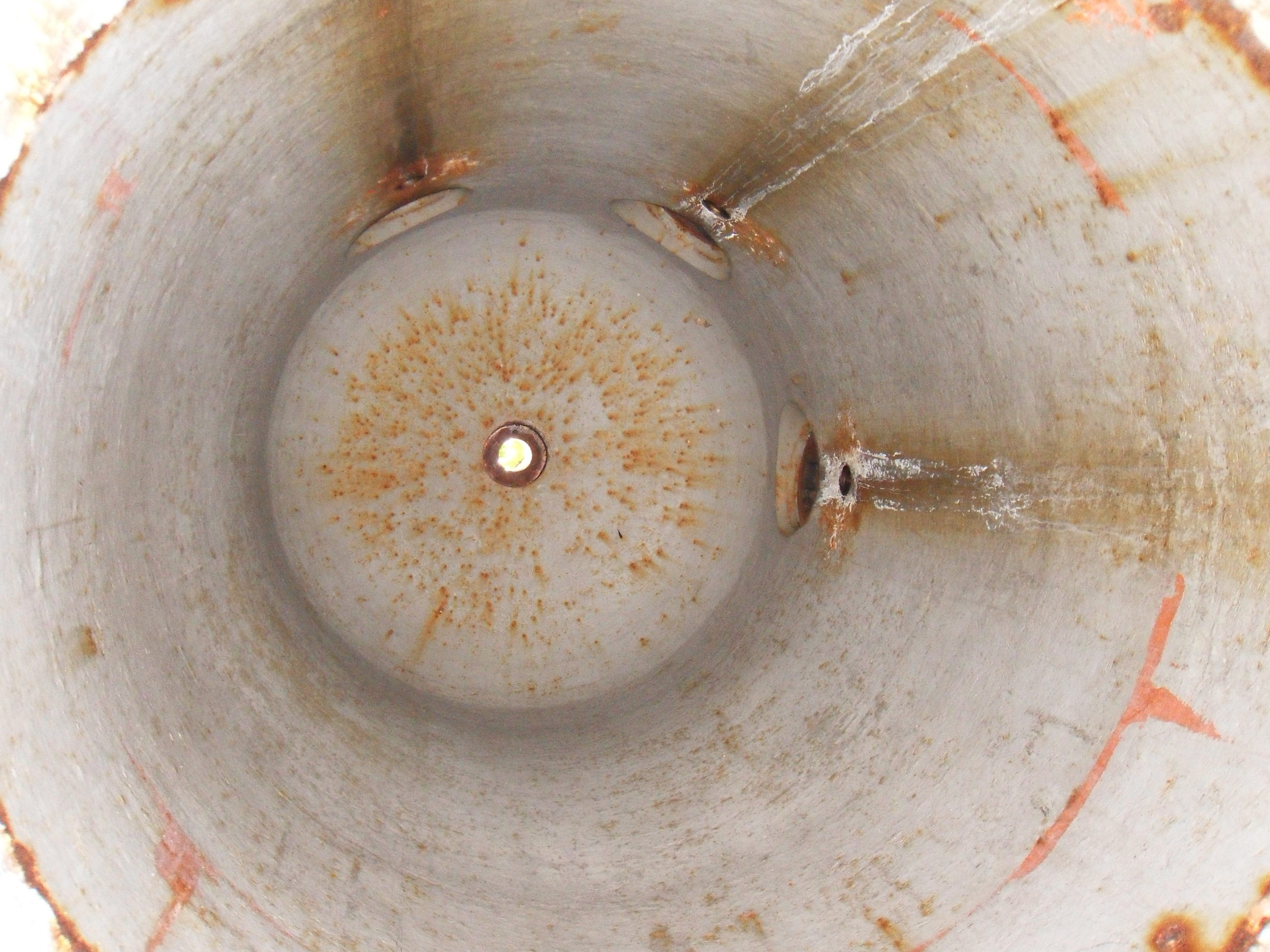
Prázdný vnitřek zvonu pro lehký kulomet s viditelným otvorem pro periskop a třemi střílnami po obvodu (objekt R-S 81 „U obrázku“)

Rozměry zvonů a kopulí jsou rozdílné a závisely na stupni odolnosti daného prvku, pro odolnější prvky byl mj. použit silnější pancíř. Vnitřní rozměry jsou shodné, proto se tyto skutečnosti projevily pouze na vnějších rozměrech. Odolnost pancéřového prvku je odvozená od odolnosti celého objektu. Pro tzv. „arabské“ odolnosti pěchotních srubů označené čísly 1 a 2 byly navrženy zvony a kopule o síle stěn 150 mm se shodným označením (1 a 2). Objekty „římských“ stupňů odolnosti byly vybaveny zvony a kopulemi o síle pancíře 200 mm (verze M pro srub odolnosti I, verze S pro odolnost II) nebo 300 mm (verze V pro odolnost III, verze W pro odolnost IV). Jednotlivé verze o shodné síle stěn se liší výškou (odolnější objekt → silnější stropní deska → vyšší zvon/kopule) a podle okolního terénu též depresemi střílen a pozorovacích otvorů (1:1,7, 1:2, 1:3, 1:5).
Celkem existovalo 24 variant pěchotních zvonů (12 pro lehký a 12 pro těžký kulomet), 30 verzí kopulí (18 pro sólo těžký kulomet, 12 pro dvojče), čtyři varianty dělostřeleckého zvonu a tři verze ventilačního zvonu.

## Vnitřní vybavení

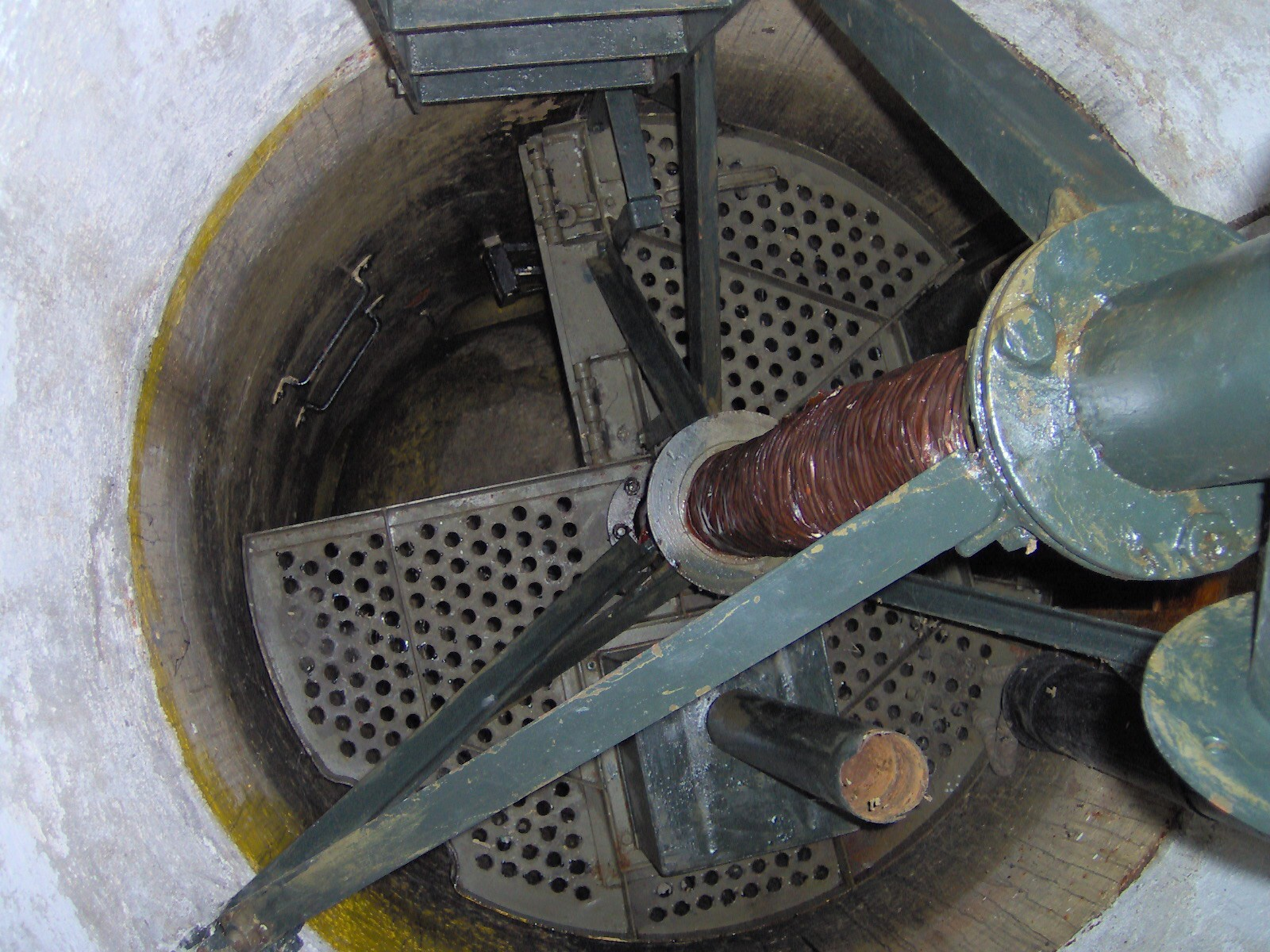
Pohled na zachovanou poválečnou podlážku zvonu se střední vodící trubkou v jihomoravském objektu MJ-S 3 „Zahrada“

Střelec či pozorovatel ve zvonu nebo kopuli stál na výškově nastavitelné podlážce z děrovaného plechu, která byla přístupná ocelovým žebříkem. Otvory pro střílny byly osazeny střílnovými vložkami, do nichž byla upevňována lafeta se zbraní. V případě, že nebylo nutné mít zbraň ve střílně, byla zde nasazena závěrná deska. U zvonů mohl být otvor také osazen pozorovací vložkou s neprůstřelným sklem. Na stěnách zvonu/kopule byly přišroubovány držáky pro potřebné vybavení – kulomet, lafetu, náhradní hlavně. Dále se zde nacházela pohotovostní dávka střeliva v zásobnících, signální pistole, sklopné sedátko, horní konec výtahu na munici a spojovací zařízení se zbytkem objektu a obsluhou ostatních zbraní (telefon, zvukovod, optická signalizace). Odtah plynů byl řešen středovou trubkou, která sloužila též jako vodící trubka pro výškové nastavení podlážky a jako odpad nábojnic. Ve vrchlíku zvonů se nachází otvor pro periskopický dalekohled, kopule tímto otvorem nedisponují. Pro pěchotní zvony bylo uvažováno doplnění výbavy o světlomet a příruční 5 cm minomet pro vykrývání hluchých prostorů, jehož vývoj v roce 1938 teprve začínal.
Pozorovací zvony neměly osazenou vložku, neboť stupňovitý pozorovací průzor, uzavřený neprůstřelným sklem, se nacházel přímo ve stěně zvonu. Průzor bylo možné rovněž zcela zaslepit pomocí ocelového šoupátka. Další odlišností byla tzv. košilka z ocelového plechu, která byla osazena uvnitř zvonu a která zvyšovala bezpečnost pozorovatele a pozorovací techniky před odštěpky pancíře.

## Typologie

### Pěchotní zvony

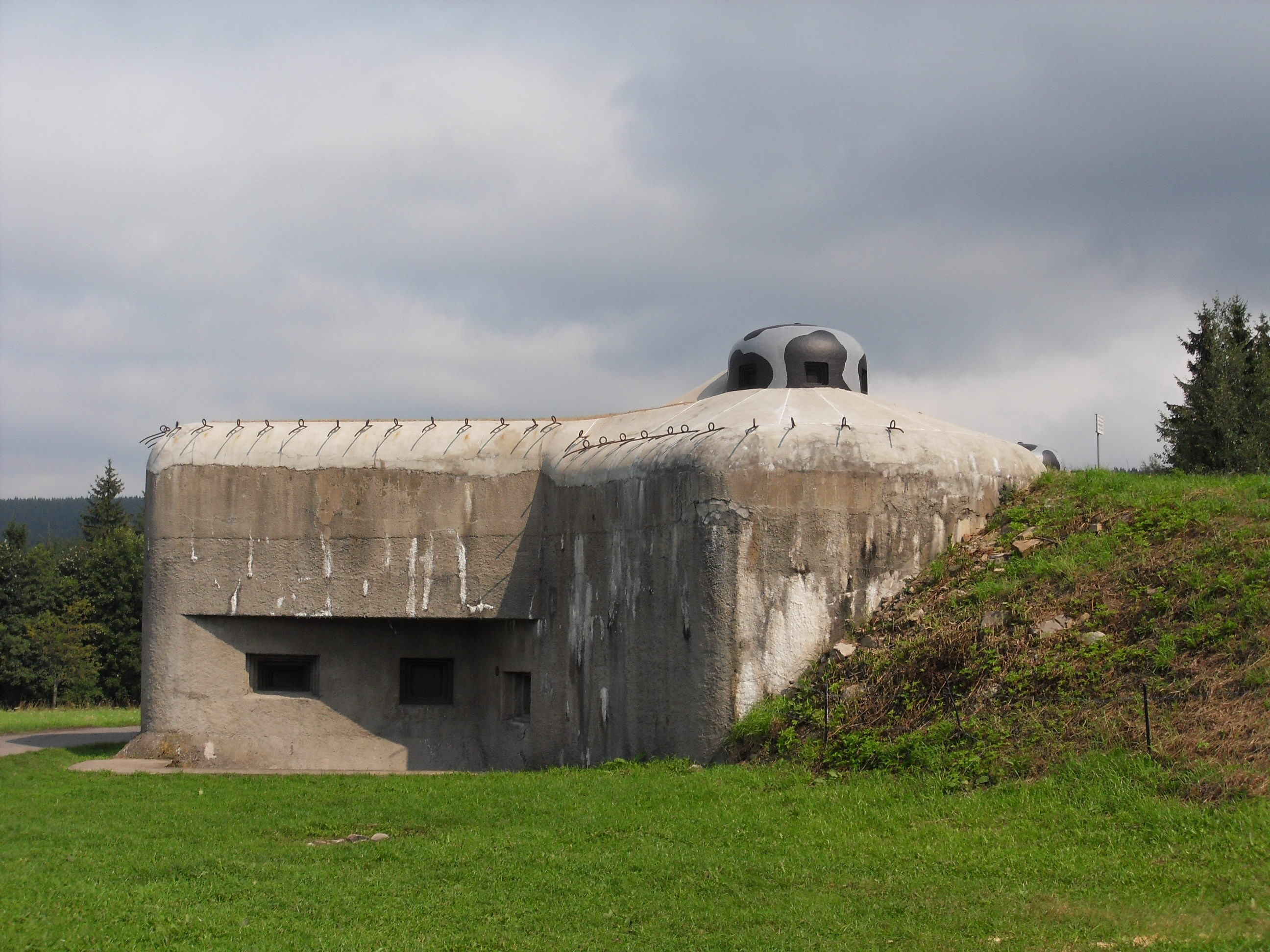
Pravé krycí křídlo pěchotního srubu R-S 74 „Na holém“ se zvonem AJ/N

Zvon pro lehký kulomet vz. 26 (AJ/N)
Nejpočetnějším stropním pancéřovým prvkem československého opevnění je pěchotní zvon s kódovým označením AJ/N, který sloužil pro pozorování a případnou palbu lehkým kulometem vz. 26 (kódové označení zbraně N). Byl navržen téměř na všech pěchotních srubech, známá je pouze jediná výjimka v podobě objektu DM-S 5. Podle svého taktického určení byl vyráběn se dvěma až šesti střílnami, z nichž každá má 60° palebný vějíř, ve všech šesti odolnostech (1, 2, M, S, V, W). Ve vrchlíku má otvor o průměru 9 cm pro pěchotní periskopický dalekohled 4× vz. 38. Zvon sloužil především pro pozorování a střežení předpolí a okolí objektu a k řízení paleb hlavních zbraní. Druhotným úkolem byla obranná palba, do které se měl zapojit až při případném blízkém napadení srubu.
Vnitřní průměr zvonu v úrovni střílen činí 1300 mm, výška prvku se pohybuje (dle odolnosti objektu) mezi 2000 a 4500 mm, hmotnost mezi 13 000 a 52 000 kg. Cena závisela na odolnosti zvonu a počtu střílen, zvon AJ/N ve variantě M stál 90 050 Kč, nejodolnější verze W stála 241 700 Kč. Vnitřní vybavení zvonu AJ/N stálo 5273 Kč.
Zvon pro těžký kulomet vz. 37 (AJ/D)
Zvon s kódovým označením AJ/D pro pozorování a případnou palbu těžkým kulometem vz. 37 (kódové označení zbraně D) byl oproti zvonu AJ/N využíván v mnohem menší míře. Jeho úkoly byly shodné s úkoly zvonu pro lehký kulomet, navržen byl u srubů, u kterých se poblíž v předpolí nacházel důležitý objekt (most, komunikace, apod.). Od zvonu AJ/N se mírně odlišuje tvarem, střílnami a lafetací, takticko-technické parametry (odolnosti, výška, hmotnost, vnitřní průměr, počty střílen) ale jsou shodné.

### Dělostřelecké zvony
Pozorovací zvon (AJ/P)
Dělostřelecký pozorovací zvon s kódovým označením AJ/P (nebo AJ/děl) sloužil výhradně k pozorování a řízení paleb hlavního dělostřelectva (pevnostní 10cm houfnice vz. 38 a minomety, případné polní dělostřelectvo), byl tedy osazován do objektů s dobrým výhledem a strategickým umístěním. Pozorovatel měl k dispozici dělostřelecký periskopický dalekohled 10/6× vz. 38, který se vysouval otvorem ve vrchlíku zvonu, a přímé pozorovací průzory (pozorování okem či polním triedrem). Byl vyráběn s jedním až čtyřmi průzory, každý s odměrem 60 °. Celkový vnitřní průměr pozorovacího zvonu 1380 mm byl zmenšen osazením ochranné ocelové košilky na standardní hodnotu 1300 mm. Hmotnost prvku se pohybuje v rozmezí hodnot 20 000 až 52 000 kg, výška od 2220 do 3750 mm. Cena zvonu AJ/P v nejvyšší odolnosti W činila 248 000 Kč.

### Kopule

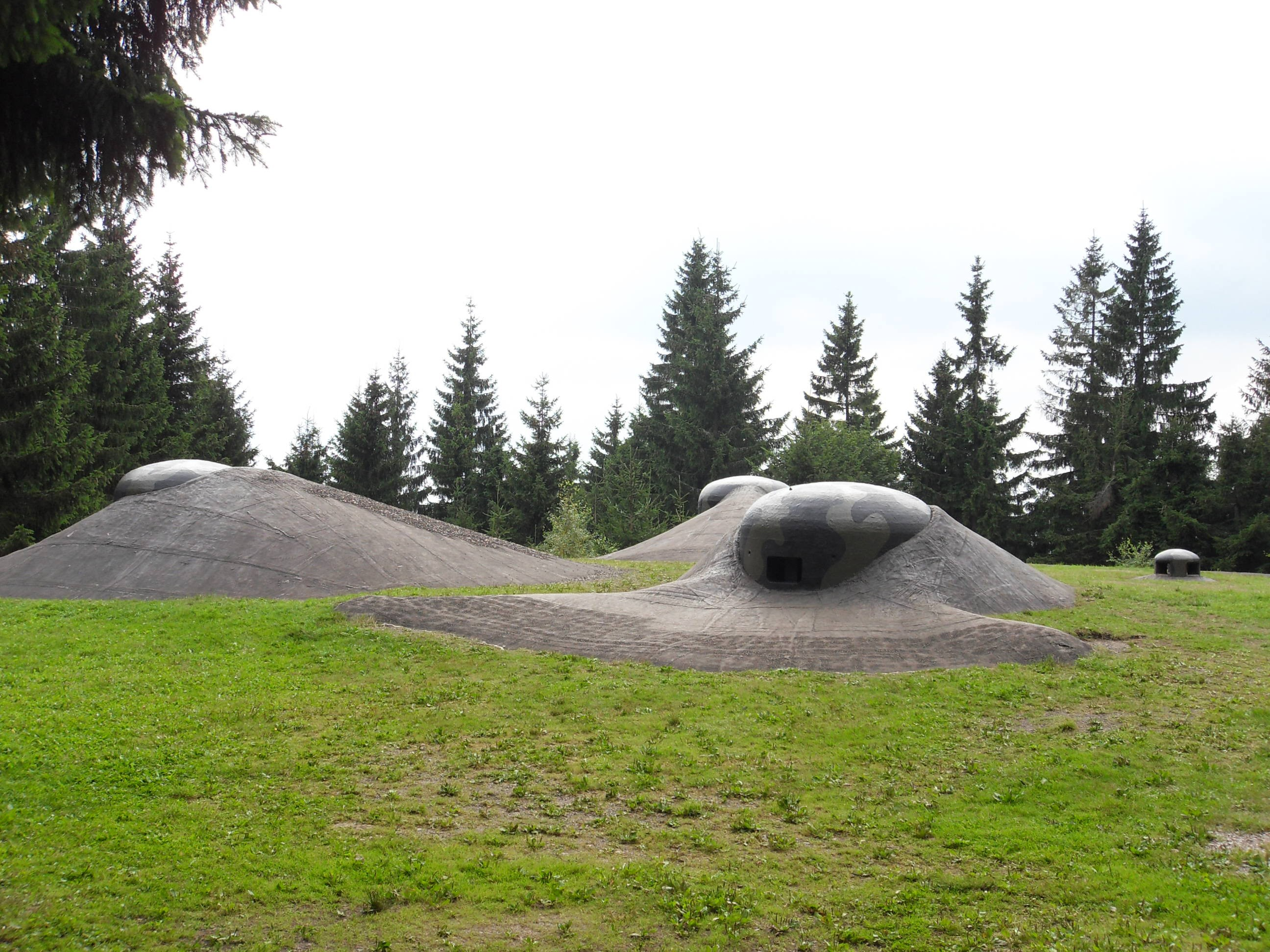
Stropní deska pěchotního srubu R-H-S 76 „U lomu“ tvrze Hanička se čtyřmi zachovanými pancéřovými prvky. Zleva: pozorovací zvon AJ/P, zvon AJ/N (vzadu), kopule JA/M (vpředu), ventilační zvon.

Kopule pro těžký kulomet vz. 37 (JA/D)
Kopule pro palbu z těžkého kulometu vz. 37 (kódové označení zbraně D) nahrazovala zbraně pod betonem tam, kde by jejich střílny byly příliš ohrožené nepřátelskou palbou. Hlavním úkolem kopule tedy byla, na rozdíl od zvonu, střelba. Kopule JA/D byly vyráběny s jednou či dvěma střílnami (každá s palebným vějířem 54 °), po jejichž bocích se nachází vždy dva pozorovací otvory pro záměrný dalekohled. Navrženy byly pro všech šest stupňů odolnosti (1, 2, M, S, V, W), výška prvku činí 2000 až 4600 mm, vnitřní průměr v úrovni střílen 1300 mm a hmotnost 13 000 až 65 000 kg.
Kopule pro dvojče těžkých kulometů vz. 37 (JA/M)
Početně mnohem více rozšířenější kopulí měla být kopule pro palbu z dvojčete těžkých kulometů vz. 37 (kódové označení zbraně M). Její úkoly byly shodné s kopulí JA/D, odlišovaly se ale takticko-technické parametry. Vyráběna byla výhradně ve verzích M, S, V a W (tedy pro objekty římské odolnosti) s jednou střílnou (palebný vějíř 45 °) a dvěma pozorovacími otvory po stranách. Vnitřní průměr v úrovni střílny byl pro potřeby manipulace se zbraněmi rozšířen na hodnotu 1500 mm, výška prvku se pohybuje v rozmezí 2000 až 4600 mm, hmotnost mezi 13 000 a 65 500 kg. Kopule JA/M v nejvyšší odolnosti W stála 264 220 Kč.
Protože rychlá stavba pěchotních srubů předběhla definitivní řešení pancéřových kopulí JA/M, byly některé kopule vyrobeny jako tzv. zaškrcené. Projektanti objektů totiž počítali s konstantním vnitřním průměrem 1300 mm i pro ně, jejich průměr byl ale zvýšen na 1500 mm, což však nerespektovaly šachty již některých vybetonovaných srubů. Proto musely být kopule pro tyto objekty vyrobeny s přírubou vyhnutou dovnitř.

### Ventilační zvony

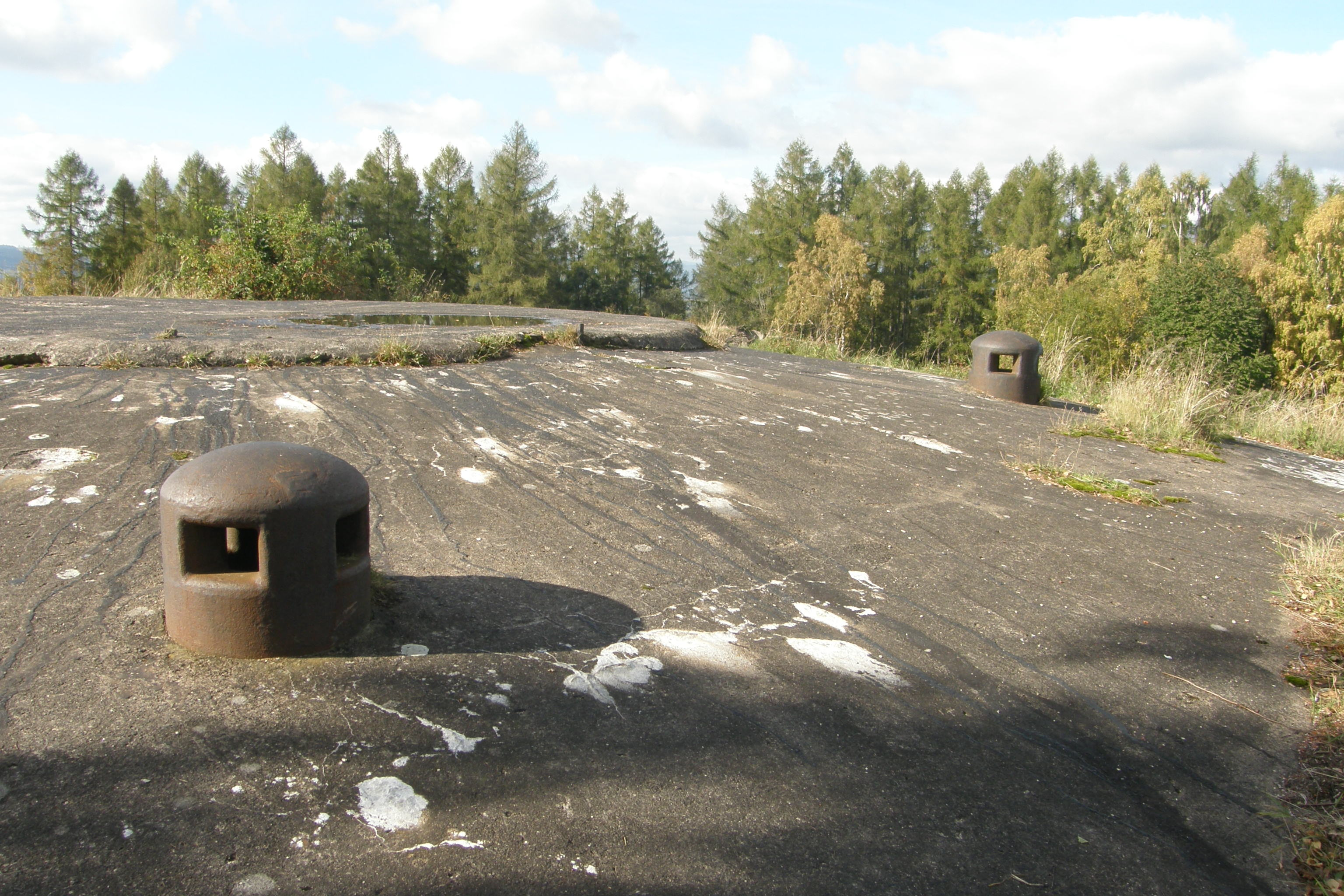
Dvojice ventilačních zvonů (sacího a evakuačního) na objektu K-Bg-S 12 „Na kótě“ tvrze Hůrka

Ventilační zvony byly až na výjimky využívány pouze u tvrzových objektů. Samostatné sruby měly totiž otvory pro nasávání vzduchu umístěné ve vchodu, výfukové otvory se nacházely v týlové stěně. Většina tvrzových objektů (vyjma dělostřeleckých srubů) ale vlastní vchod postrádala a většina jejich stěn byla zahrnuta zeminou. Objekty pro dělostřeleckou věž a minometnou kopuli byly navíc navrženy tak, že na zemský povrch vystupoval pouze strop objektu.
U objektů pro dělostřeleckou věž a pro minometnou kopuli byly ventilační zvony osazovány vždy a to ve dvojicích (jeden sací, druhý evakuační). Ventilační zvony pro nasávání byly použity též u tvrzových pěchotních srubů postavených do podzimu 1937. V létě toho roku bylo na objektech tvrze Adam použito nové levnější řešení nasávání vzduchu přes zalomený prostup v týlové stěně. Sruby zcela zapuštěné do země byly vybaveny dvěma zvony. Vchodové objekty disponovaly dvěma evakuačními ventilačními zvony v případě, že jejich napojení na podzemí bylo pomocí schodiště a výtahu. Nasávání vzduchu probíhalo před otvor ve vchodu, zvony sloužily pro odvod zkaženého vzduchu a výfukových plynů z podzemní strojovny tvrze. Jediným samostatným objektem s ventilačním sacím zvonem byla pozorovatelna K-Bg-S 12b „Utržený“, jejíž vchod se nachází několik metrů pod úrovní okolního terénu a v případě obvyklého nasávání vzduchu ve vchodu by hrozilo zamoření bojovými plyny.
Ventilační zvony byly vyráběny ve třech velikostech, podle vnitřního průměru lze rozlišovat malé (175 mm), střední (275 mm; nejběžnější typ) a velké (350 mm) zvony. Výška pancéřového prvku dosahuje 1170 mm, 1200 mm a 1360 mm, hmotnost 1400 kg, 1800 kg a 3500 kg. Zvon středního typu stál přibližně 20 000 Kč.
Podle vnitřního uspořádání potrubí existují dvě varianty A a B, samotné zvony jsou však zcela shodné. Zvony ve verzi A odpovídají výše uvedenému popisu a mohly být využity jako sací i jako evakuační. Verze B byla využívána pouze pro odvod vzduchu, odlišuje se doplňujícím, uvnitř upevněným speciálním potrubím o průměru 80 mm, které sloužilo pro odtah metanu z vyhnívací čističky kalů OMS.

### Pohyblivé věže
K nejvýznamnějším stropním pancéřovým prvkům československého opevnění patří pohyblivé věže. Jednalo se o pěchotní otočnou věž pro dvojče těžkých kulometů vz. 37 s kódovým označením M/OR, která byla navržena v důležitých samostatných i tvrzových pěchotních srubech, minometnou kopuli s otočným vrchlíkem pro dvojici 12 cm minometů (pro vlastní tvrzové i samostatné objekty) a dělovou otočnou a výsuvnou věž pro dvojici 10cm houfnic vz. 38 (kódové označení Y/RO), která tvořila klíčový prvek všech československých dělostřeleckých tvrzí. Měly to být mohutné pancéřové prvky se stabilním předpancířem a určitou pohyblivou částí, jejichž celková hmotnost se měla dosahovat 150 t (M/OR), 164 t (minometná kopule) a 420 t (Y/RO). Jejich výroba ale byla v září 1938 na začátku, v případě kulometné a dělové věže byly u výrobců sestavovány prototypy, minometná kopule existovala pouze v dřevěném modelu v měřítku 1:1.

## Výrobci a výroba

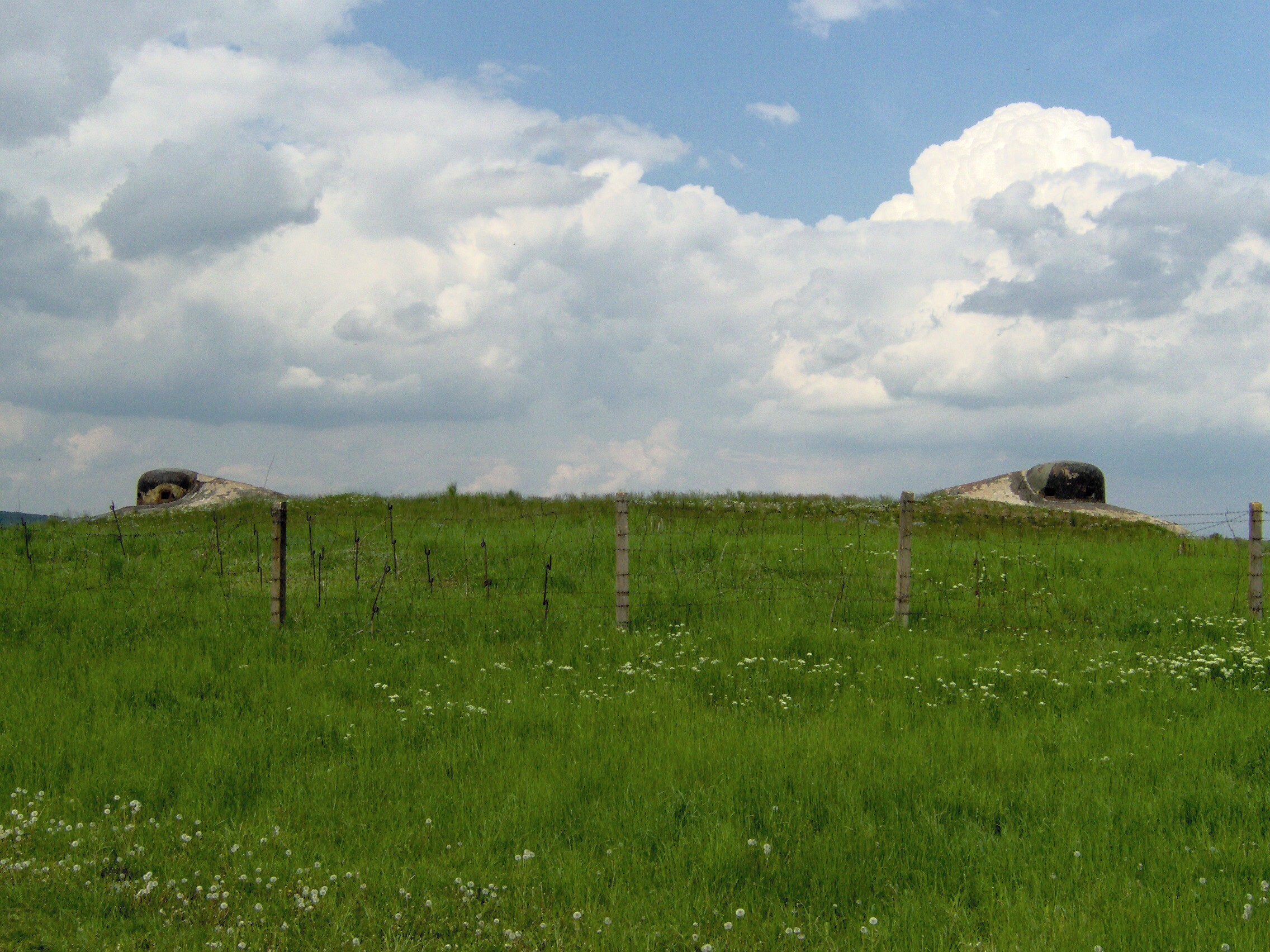
Dva pěchotní zvony pro lehký kulomet na objektu MJ-S 2 „Úvoz“ pohledem ve směru od nepřítele

Vývoj zvonů a kopulí byl zahájen na přelomu let 1934 a 1935, tedy ještě před zřízením Ředitelství opevňovacích prací (ŘOP). První návrhy vypracovalo IV./1. oddělení (ženijní) Ministerstva národní obrany ve spolupráci s Vojenským technickým a leteckým ústavem. V průběhu roku 1935 byly návrhy zdokonalovány díky připomínkám francouzských poradců a československých důstojníků, kteří si v letech 1934 a 1935 prohlédli některé z objektů Maginotovy linie. Konečná verze zvonů a kopulí byla schválena ŘOP 27. září 1935.
Výrobu pancéřových zvonů a kopulí zajišťovaly tři firmy: Vítkovické horní a hutní těžířstvo (Vítkovické železárny), Akciová společnost, dříve Škodovy závody, Plzeň a Báňská a hutní společnost (Třinecké železárny). Jako první byl 11. dubna 1936 odlit a v červnu téhož roku dodán zvon AJ/N pro cvičný a zkušební objekt CE „Jordán“ v Brdech. Ředitelství opevňovacích prací jeho výrobu zadalo Vítkovicím, které v té době patřily ke špičce oboru a disponovaly moderními elektroocelářskými pecemi. Ještě na konci května téhož roku byla všem třem firmám zadána výroba I. série, která čítala celkem 101 zvonů a kopulí pro těžké objekty z okolí Ostravy a Bratislavy. Druhá série byla objednána v červenci 1937 a měla obsahovat pancéřové prvky pro sruby betonované v tomto roce, celkem se jednalo o 363 zvonů a kopulí. Kvůli zhoršující se politické situaci a rychlejšímu tempu výstavby objektů zadalo ŘOP v létě 1938 třetí sérii obsahující celkem 329 prvků, aniž by byla dokončena výroba a dodávky série druhé. Některé vyexpedované zvony a kopule již nestihla armáda do 30. září 1938 do objektů osadit, množství objednaných prvků nebylo do téhož data u výrobců dokončeno či ani započato.
| Firma     | Série  | Objednávka | Dodáno do 30. září 1938 | Nedodáno | Termín dokončení    |
| --------- | ------ | ---------- | ----------------------- | -------- | ------------------- |
| Vítkovice | —      | 1          | 1                       | 0        | dodán v červnu 1936 |
| Vítkovice | I      | 60         | 60                      | 0        | 19. dubna 1937      |
| Vítkovice | II     | 173        | 117                     | 56       | 15. dubna 1939      |
| Vítkovice | III    | 101        | 7                       | 94       | 30. srpna 1939      |
| Škoda     | I      | 27         | 27                      | 0        | 31. srpna 1937      |
| Škoda     | II     | 91         | 73                      | 18       | 5. února 1939       |
| Škoda     | III    | 93         | 0                       | 93       | 30. září 1939       |
| Třinec    | I      | 14         | 14                      | 0        | 15. dubna 1937      |
| Třinec    | II     | 99         | 87                      | 12       | 15. listopadu 1938  |
| Třinec    | III    | 135        | 4                       | 131      | 30. září 1939       |
| Celkem    | Celkem | 794        | 390                     | 404      |                     |

Vnitřní vybavení zvonů a kopulí vyráběla Zbrojovka Brno. To však z části nebylo do mobilizace v září 1938 do objektů dodáno, v takových srubech tedy musela osádka vytvořit improvizovanou dřevěnou podlážku se žebříkem.
V roce 1949 bylo ve Vítkovických železárnách vyrobeno dalších devět pancéřových zvonů AJ/N, které byly na přelomu let 1949 a 1950 osazeny do reaktivovaných těžkých objektů na jižní Moravě.

### Výroba ventilačních zvonů
Ventilační zvony byly vyráběny pouze v Třinci a ve Vítkovicích v celkem pěti sériích mezi lety 1936 a 1938. Všechny zadané prvky byly vyrobeny a většina z nich byla rovněž osazena do objektů. Pouze pět zvonů objednaných v létě 1938 (V. série) vzniklo v časovém předstihu oproti svým objektům, jejichž betonáž byla na podzim 1938 teprve připravována.
| Firma     | Série  | Objednávka | Datum objednávky | Umístění                                                                         |
| --------- | ------ | ---------- | ---------------- | -------------------------------------------------------------------------------- |
| Vítkovice | I      | 4          | léto 1936        | Smolkov: MO-S 40, 42                                                             |
| Vítkovice | V      | 5          | červen 1938      | Skutina: N-S 50, Dobrošov: N-S 74, Babí: T-S 71, 72                              |
| Třinec    | II     | 10         | březen 1937      | Hůrka: K-S 10, 12b, 13, Bouda: K-S 21, 23, Adam: K-S 41, Hanička: R-S 76, 77, 80 |
| Třinec    | III    | 2          | srpen 1937       | Hanička: R-S 79a                                                                 |
| Třinec    | IV     | 10         | září 1937        | Smolkov: MO-S 38, Hůrka: K-S 12, Bouda: K-S 22, Adam: K-S 40, Hanička: R-S 78    |
| Celkem    | Celkem | 31         |                  |                                                                                  |

## Osazení v objektech
Z 390 vyexpedovaných zvonů a kopulí stihla armáda do mobilizace 23. září 1938, následného útlumu prací na opevnění a ukončení výstavby po přijetí Mnichovské dohody osadit celkem 383 kusů. Vůbec prvním objektem těžkým objektem, který byl osazen zvonem, byl v červnu 1936 cvičný a zkušební pěchotní srub CE „Jordán“ ve vojenském prostoru v Brdech. Prvním bojovým objektem s pancéřovými stropními prvky se stal pěchotní srub MO-S 7 „Antošovice“, jehož dva zvony AJ/N byly osazeny ve dnech 19. a 23. listopadu 1936 (kopuli JA/M objekt dostal až v červnu 1937). Zřejmě jako poslední byly osazeny dva zvony AJ/N na objektu OP-S 36a „Dvoják horní“ (23. a 24. září 1938) a zvon AJ/N na objektu T-S 60 „U statku“ (24. září 1938; osazen ale nezabetonován).
| Úsek                          | Zvony AJ/N | Zvony AJ/D | Zvony AJ/P | Kopule JA/D | Kopule JA/M | Celkem |
| ----------------------------- | ---------- | ---------- | ---------- | ----------- | ----------- | ------ |
| ŽSV II Hlučín                 | 67         | 6          | 5          | 5           | 5           | 88     |
| ŽSV IV Opava                  | 31         | 8          | 4          | 0           | 1           | 44     |
| ŽSV III Králíky               | 76         | 14         | 3          | 2           | 15          | 110    |
| ŽSV X Rokytnice v Orl. horách | 49         | 0          | 5          | 6           | 3           | 63     |
| ŽSV V Náchod                  | 31         | 8          | 4          | 1           | 2           | 46     |
| ŽSV VI Trutnov                | 6          | 3          | 0          | 0           | 0           | 9      |
| ŽS 21 Bratislava              | 16         | 0          | 0          | 4           | 2           | 22     |
| Jordán                        | 1          | 0          | 0          | 0           | 0           | 1      |
| Celkem                        | 277        | 39         | 21         | 18          | 28          | 383    |

## Osudy pancéřových prvků po roce 1938

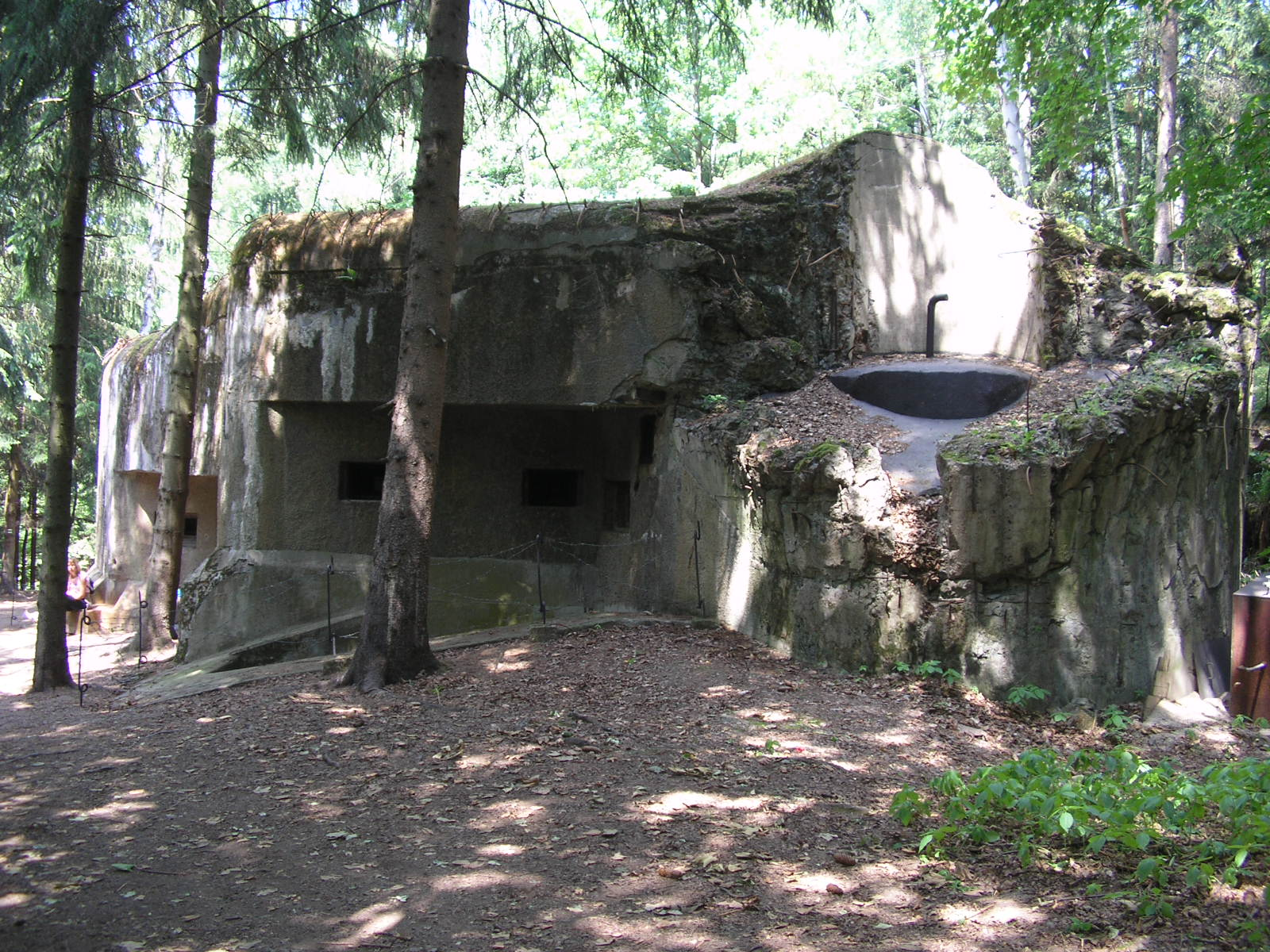
Pěchotní srub N-S 81 „Lom“ se zničeným pravým krycím křídlem a zbytkem zvonové šachty

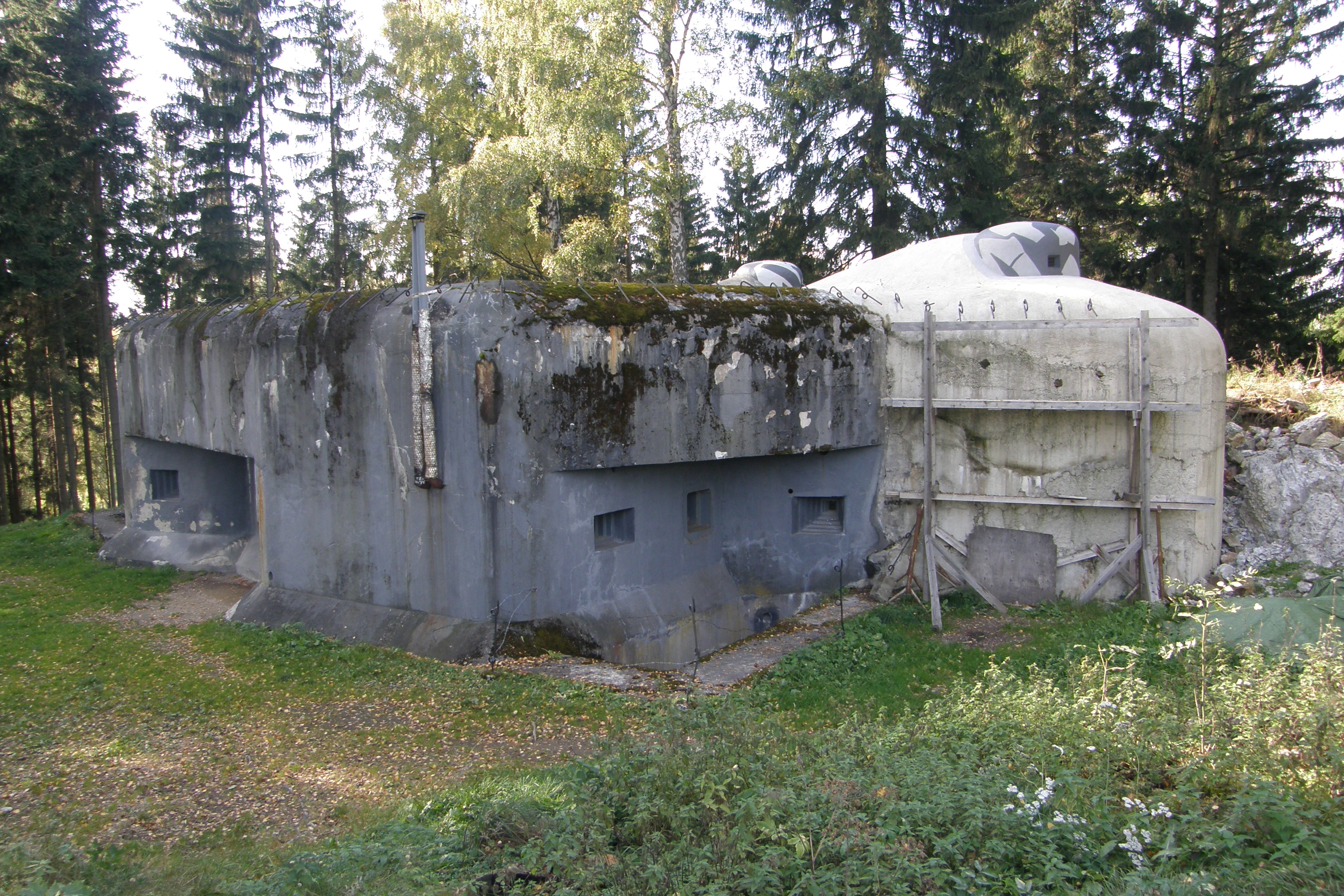
Pravá strana pěchotního srubu K-S 5 „U potoka“ s maketami pancéřových zvonů a opravovaným křídlem

Některé stropní pancéřové prvky, stejně jako celé objekty, byly zejména v letech 1939 a 1940 využity k nejrůznějším zkouškám německého Wehrmachtu. Mezi takové zkušební oblasti patřilo například okolí obce Milostovice či prostor kolem Králíků. Většinu netknutých zvonů a kopulí ale Němci opatrně vytrhli pomocí navrtání a odpalu okolního železobetonu, nepoškozené je odvezli a druhotně je buď použili jako materiál pro vlastní zbrojní průmysl, nebo je využili na vlastních systémech opevněních, především v Horním Slezsku a na Atlantickém valu. Podobně byly zřejmě využity rozpracované a dokončené pancéřové prvky ve výrobních závodech. Například v prostoru ŽSV III Králíky bylo ze 110 osazených zvonů a kopulí Němci vytrženo a odvezeno 71 (nebo 69, prameny se rozchází u srubů K-S 3 a K-S 7) kusů, z 13 ventilačních zvonů v témže úseku německá armáda nechala vytrhnout 7 kusů.
Po druhé světové válce se na území Československa prokazatelně nacházelo 104 (nebo 106) zvonů a kopulí z 383 osazených. Tyto se buď stále nacházely v objektech, případně byly Wehrmachtem vytrženy a ponechány buď volně stojící ve zničené zvonové šachtě či ležící poblíž objektu. Minimálně jeden další zvon, společně s dokončenými prototypy dělové a kulometné věže, se nacházel ve skladišti železničního vojska v Pardubicích. V roce 1949 vyrobily Vítkovické železárny devět nových zvonů, které byly osazeny do vybudovaných těžkých objektů (celkem šest dvouzvonových pěchotních srubů) na jižní Moravě, jež byly na rakouské hranici reaktivovány a armádě sloužily až do 90. let 20. století. Zbylé tři zvony pro tyto sruby byly získány z objektů v Komárně.
V roce 1953 dostal národní podnik Kovošrot povolení k bezplatnému odvozu 24 zvonů a kopulí, které převážně byly poškozeny německými zkouškami a většinou se nacházely v okolí Králíků. Vzhledem k vysoce kvalitní ocelolitině byly využity pro tehdejší průmysl. Kromě těchto oficiálně povolených prvků, které získal v letech 1954–1956, ale Kovošrot zřejmě bez povolení vytrhl i dalších 30 zvonů a kopulí (především z tvrzí Hůrka, Bouda a Hanička a jejich blízkého okolí). Například na Králicku zůstal v roce 1959 ze 39 (nebo 41) zachovaných prvků po druhé světové válce pouze jediný zvon. Kovošrot navíc silně poškodil při trhání i samotné objekty, trhání prováděl explozí nálože uvnitř zvonu/kopule, neboť oproti německé armádě nepotřeboval celé prvky, šlo mu pouze o surovinu. Celkově se jednalo o 1150 tun vysoce kvalitní ocelolitiny, která byla roztavena v hutích. Kovošrot rovněž v první polovině 60. let 20. století získal a zničil dochované prototypy kulometné a dělové věže.
K posledním změnám v osudech některých pancéřových zvonů a kopulí došlo v průběhu 80. a 90. let 20. století. Pro vznikající Areál čs. opevnění Hlučín-Darkovičky byly ze tří různých pěchotních srubů získány tři zvony a jedna kopule, které byly nově osazeny na objektech MO-S 18 „V oboře“ a MO-S 19 „V aleji“. Jeden zvon byl v téže době rovněž získán pro menší muzeum v objektu OP-S 10 „Na křižovatce“. V první polovině 90. let získalo muzeum československého opevnění na tvrzi Bouda pěchotní zvon, který byl od druhé světové války nainstalován na strážním objektu v areálu skladiště železničního vojska v Pardubicích a který byl zřejmě dokončen až za druhé republiky.

### Zachované zvony a kopule
Do současnosti se na území České a Slovenské republiky dochovalo z 383 osazených zvonů a kopulí 47 exemplářů. Jeden další zachovaný zvon byl zřejmě dokončen až po 30. září 1938 (tedy nebyl nikdy osazen v objektu československého opevnění) a dalších devět zvonů bylo nově vyrobeno v roce 1949. Celkem tedy na území bývalého Československa existuje 57 těchto originálních pancéřových prvků. Několik dalších zachovaných zvonů se nachází v německých válečných objektech ve Slezsku a na Atlantickém valu, takže celkový počet existujících zvonů a kopulí československého původu je přibližně 65. Následující údaje se vztahují k prvkům dochovaným v Česku a na Slovensku.
Nejpočetnějším typem je zvon pro lehký kulomet (AJ/N), který dosud existuje ve 48 kusech (včetně jednoho druhorepublikového zvonu a devíti poválečných zvonů). Dále se dochoval jediný zvon pro těžký kulomet (AJ/D) a dva pozorovací zvony (AJ/P). Po třech exemplářích jsou rovněž zachovány kopule pro těžký kulomet (JA/D) a pro dvojče těžkých kulometů (JA/M).
Od 90. let 20. století postupně vznikají v některých muzejních objektech betonové či plechové makety zvonů a kopulí, přičemž křídla srubů poničená trháním jsou dobetonována. Takovéto makety pancéřových prvků byly postaveny např. v objektech N-S 82 „Březinka“ (již v první polovině 90. let), K-S 5 „U potoka“ a řadě dalších.
| Č. | Obrázek                            | Objekt                     | Typ  | Umístění | Počet střílen | Odolnost | Hmotnost (v tunách) | Výrobce   | Datum osazení     | Poznámky |
| -- | ---------------------------------- | -------------------------- | ---- | -------- | ------------- | -------- | ------------------- | --------- | ----------------- | --- |
| 1  | Zvon objektu MO-S 18               | MO-S 18 „V oboře“          | AJ/N | vlevo    | 4             | S        | 20,2                | Vítkovice | 1. října 1991     | - původně pravý AJ/N na OP-S 28 „Mezicestí“ (osazen 19. září 1938) |
| 2  | Levý zvon objektu MO-S 19          | MO-S 19 „V aleji“          | AJ/N | vlevo    | 3             | S        | 20,2                | Vítkovice | 20. května 1986   | - původně levý AJ/N na OP-S 28 „Mezicestí“ (osazen 20. září 1938) - o jeden stupeň odolnosti menší, než měl původní zvon MO-S 19 |
| 3  | Kopule objektu MO-S 19             | MO-S 19 „V aleji“          | JA/M | střed    | 1             | V        | 44,2                | Vítkovice | 29. října 1987    | - původně střední JA/M na R-S 75 „U křížku“ (osazena 25. června 1938) - zaškrcená kopule |
| 4  | Pravý zvon objektu MO-S 19         | MO-S 19 „V aleji“          | AJ/N | vpravo   | 4             | S        | 20,2                | Vítkovice | 30. května 1986   | - původně levý AJ/N na MO-S 9 „V bažantnici“ (osazen 7. prosince 1936) - za války Němci vytržen a osazen vlevo na OP-S 29 „Rozcestí“ - o jeden stupeň odolnosti menší, než měl původní zvon MO-S 19                                           |
| 5  |                                    | OP-S 10 „Na křižovatce“    | AJ/N | vpravo   | 3             | S        | 20,2                | Vítkovice | 1984/1985         | - původně levý AJ/N na MO-S 3 „U mlýna“ (osazen 17. března 1937) - za války Němci vytržen a položen přes prázdnou střední šachtu na OP-S 28 „Mezicestí“ - o jeden stupeň odolnosti menší a o jednu střílnu méně, než měl původní zvon OP-S 10 |
| 6  | Levý zvon objektu OP-S 25          | OP-S 25 „U trigonometru“   | AJ/N | vlevo    | 4             | S        | 20,2                | Škoda     | 1939/1940         | - původně na MO-S 17 „U Štípek“, vytržen Němci - o jeden stupeň odolnosti menší a o jednu střílnu více, než měl mít původní zvon OP-S 25 |
| 7  | Pravý zvon objektu OP-S 25         | OP-S 25 „U trigonometru“   | AJ/N | vpravo   | 4             | S        | 20,2                | Škoda     | 1939/1940         | - původně pravý AJ/N na MO-S 14 „Juliánka“ (osazen 3. února 1937), vytržen Němci - o jeden stupeň odolnosti menší, než měl mít původní zvon OP-S 25                                                                                           |
| 8  |                                    | OP-S 26 „U Milostovic“     | AJ/N | vlevo    | 3             | S        | 20,2                | Třinec    | 12. září 1938     | |
| 9  |                                    | OP-S 26 „U Milostovic“     | AJ/N | vpravo   | 4             | S        | 20,2                | Třinec    | 10. září 1938     | |
| 10 | Levý zvon objektu OP-S 27          | OP-S 27 „Paletovo pole“    | AJ/D | vlevo    | 4             | S        | 21,5                | Třinec    | 17. září 1938     | - jediný dochovaný zvon AJ/D |
| 11 |                                    | OP-S 27 „Paletovo pole“    | AJ/N | vpravo   | 4             | S        | 20,2                | Vítkovice | 14. září 1938     | |
| 12 | Pozorovací zvon objektu K-Bg-S 12b | K-Bg-S 12b „Utržený“       | AJ/P | střed    | 3             | V        | 39,3                | Škoda     | 15. června 1938   | |
| 13 | Zvon před objektem K-Ba-S 22a      | K-Ba-S 22a „Krok“          | AJ/N | —        | 5             | S        | 21                  | ?         | červen 1994       | - stojí volně před objektem, výrobce neznámý - za války využíván ke zkouškám německých lafetací a zbraní - získán ze skladu železničního vojska v Pardubicích, kde byl osazen na strážním stanovišti                                          |
| 14 | Levý zvon objektu R-S 74           | R-S 74 „Na holém“          | AJ/N | vlevo    | 3             | V        | 39,7                | Škoda     | 12. května 1938   | |
| 15 | Pravý zvon objektu R-S 74          | R-S 74 „Na holém“          | AJ/N | vpravo   | 3             | V        | 39,7                | Škoda     | 23. května 1938   | |
| 16 | Kopule objektu R-S 76              | R-H-S 76 „U lomu“          | JA/M | vlevo    | 1             | W        | 55,3                | Vítkovice | 15. dubna 1938    | |
| 17 | Střední zvon objektu R-S 76        | R-H-S 76 „U lomu“          | AJ/P | střed    | 1             | W        | 52,1                | Vítkovice | 3. dubna 1938     | |
| 18 | Pravý zvon objektu R-S 76          | R-H-S 76 „U lomu“          | AJ/N | vpravo   | 4             | W        | 52,0                | Vítkovice | 23. března 1938   | |
| 19 | Kopule objektu R-S 77              | R-H-S 77 „U pozorovatelny“ | JA/M | vpravo   | 1             | W        | 55,3                | Vítkovice | 25. března 1938   | |
| 20 | Kopule objektu R-S 78              | R-H-S 78 „Na pasece“       | JA/D | vlevo    | 2             | W        | 55,3                | Škoda     | 9. července 1938  | |
| 21 | Zvon objektu R-S 78                | R-H-S 78 „Na pasece“       | AJ/N | vpravo   | 3             | W        | 52,0                | Škoda     | 13. července 1938 | |
| 22 | Pravý zvon objektu R-S 79          | R-H-S 79 „Na mýtině“       | AJ/N | vpravo   | 3             | W        | 52,0                | Vítkovice | 5. května 1938    | |
| 23 | Levý zvon objektu R-S 81           | R-S 81 „U obrázku“         | AJ/N | vlevo    | 4             | S        | 20,2                | Vítkovice | 19. července 1938 | |
| 24 | Pravý zvon objektu R-S 80          | R-S 81 „U obrázku“         | AJ/N | vpravo   | 3             | S        | 20,2                | Vítkovice | 16. července 1938 | |
| 25 | Zvon objektu R-S 83                | R-S 83 „Chata“             | AJ/N | vlevo    | 4             | 2        | 13,2                | Třinec    | 3. července 1938  | |
| 26 | Zvon objektu R-S 86                | R-S 86 „U paseky“          | AJ/N | vpravo   | 4             | 2        | 13,2                | Třinec    | 21. června 1938   | - těžce poškozen německými zkouškami (kumulativní nálože) |
| 27 | Zvon objektu R-S 87                | R-S 87 „Průsek“            | AJ/N | střed    | 4             | 2        | 13,2                | Třinec    | 18. června 1938   | |
| 28 | Zvon objektu R-S 88                | R-S 88 „Mlází“             | AJ/N | střed    | 3             | 2        | 13,2                | Třinec    | 1. června 1938    | |
| 29 | Zvon objektu R-S 89                | R-S 89 „U silnice“         | AJ/N | vlevo    | 4             | 2        | 13,2                | Třinec    | 29. května 1938   | |
| 30 | Zvon objektu R-S 90/II             | R-S 90/II „Levý“           | AJ/N | vpravo   | 4             | 2        | 13,2                | Třinec    | 16. května 1938   | - jediný dochovaný zvon s různými depresemi střílen (1:3 a 1:2) |
| 31 | Levý zvon objektu MJ-S 2           | MJ-S 2 „Úvoz“              | AJ/N | vlevo    | 4             | S        |                     | Vítkovice | 1949/1950         | - zvon vyrobený po válce |
| 32 | Pravý zvon objektu MJ-S 2          | MJ-S 2 „Úvoz“              | AJ/N | vpravo   | 4             | S        |                     | Vítkovice | 1949/1950         | - zvon vyrobený po válce |
| 33 | Levý zvon objektu MJ-S 3           | MJ-S 3 „Zahrada“           | AJ/N | vlevo    | 4             | S        |                     | Vítkovice | 1949/1950         | - zvon vyrobený po válce |
| 34 | Pravý zvon objektu MJ-S 3          | MJ-S 3 „Zahrada“           | AJ/N | vpravo   | 4             | S        |                     | Vítkovice | 1949/1950         | - zvon vyrobený po válce |
| 35 | Levý zvon objektu MJ-S 4           | MJ-S 4 „Zatáčka“           | AJ/N | vlevo    | 4             | S        |                     | Vítkovice | 1949/1950         | - zvon vyrobený po válce |
| 36 | Pravý zvon objektu MJ-S 4          | MJ-S 4 „Zatáčka“           | AJ/N | vpravo   | 4             | S        |                     | Vítkovice | 1949/1950         | - zvon vyrobený po válce |
| 37 | Levý zvon objektu MJ-S 15          | MJ-S 15 „Zatáčka“          | AJ/N | vlevo    | 4             | S        |                     | Vítkovice | 1949/1950         | - zvon vyrobený po válce |
| 38 | Pravý zvon objektu MJ-S 15         | MJ-S 15 „Zatáčka“          | AJ/N | vpravo   | 4             | S        |                     | Vítkovice | 1949/1950         | - zvon vyrobený po válce |
| 39 | Levý zvon objektu MJ-S 16          | MJ-S 16 „Výběžek“          | AJ/N | vlevo    | 4             | S        |                     | Vítkovice | 1949/1950         | - zvon vyrobený po válce |
| 40 | Pravý zvon objektu MJ-S 16         | MJ-S 16 „Výběžek“          | AJ/N | vpravo   | 5             | S        | 20,2                | Vítkovice | 1949/1950         | - původně střední AJ/N na Ko-S 1 „Nová Stráž“ (osazen 29. září 1937) - má o jednu střílnu více, než měl mít původní zvon MJ-S 16; tato střílna je zabetonována                                                                                |
| 41 | Levý zvon objektu MJ-S 29          | MJ-S 29 „Svah“             | AJ/N | vlevo    | 5             | S        | 20,2                | Vítkovice | 1949/1950         | - původně pravý AJ/N na Ko-S 4 „Ostrov“ (osazen 21. října 1937) - pětistřílnový zvon s jednou zabetonovanou střílnou |
| 42 | Pravý zvon objektu MJ-S 29         | MJ-S 29 „Svah“             | AJ/N | vpravo   | 4             | S        | 20,2                | Vítkovice | 1949/1950         | - původně levý AJ/N na Ko-S 3 „Ústředna“ (osazen 13. října 1937) - čtyřstřílnový zvon s jednou zabetonovanou střílnou; o jednu střílnu méně, než měl mít původní zvon MJ-S 29                                                                 |
| 43 | Levý zvon objektu B-S 1            | B-S 1 „Štěrkoviště“        | AJ/N | vlevo    | 4             | M        | 18,1                | Třinec    | 26. června 1937   | |
| 44 | Pravý zvon objektu B-S 1           | B-S 1 „Štěrkoviště“        | AJ/N | vpravo   | 3             | M        | 18,1                | Třinec    | 29. června 1937   | |
| 45 | Levý zvon objektu B-S 2            | B-S 2 „Mulda“              | AJ/N | vlevo    | 3             | M        | 18,1                | Třinec    | 2. července 1937  | |
| 46 | Pravý zvon objektu B-S 2           | B-S 2 „Mulda“              | AJ/N | vpravo   | 4             | M        | 18,1                | Třinec    | 9. července 1937  | |
| 47 | Levý zvon objektu B-S 3            | B-S 3 „Paseka“             | AJ/N | vlevo    | 4             | M        | 18,1                | Třinec    | 14. července 1937 | |
| 48 | Pravý zvon objektu B-S 3           | B-S 3 „Paseka“             | AJ/N | vpravo   | 3             | M        | 18,1                | Třinec    | 16. července 1937 | |
| 49 | Levý zvon objektu B-S 4            | B-S 4 „Lány“               | AJ/N | vlevo    | 4             | S        | 20,2                | Třinec    | 4. srpna 1937     | |
| 50 | Pravý zvon objektu B-S 4           | B-S 4 „Lány“               | AJ/N | vpravo   | 3             | S        | 20,2                | Třinec    | 6. srpna 1937     | |
| 51 | Levý zvon objektu B-S 8            | B-S 8 „Hřbitov“            | AJ/N | vlevo    | 3             | S        | 20,2                | Třinec    | 11. srpna 1937    | |
| 52 | Pravý zvon objektu B-S 8           | B-S 8 „Hřbitov“            | AJ/N | vpravo   | 4             | S        | 20,2                | Třinec    | 13. srpna 1937    | |
| 53 | Levá kopule objektu B-S 13         | B-S 13 „Stoh“              | JA/D | vlevo    | 2             | M        | 19,5                | Třinec    | 8. září 1937      | |
| 54 | Pravý zvon objektu B-S 13          | B-S 13 „Stoh“              | AJ/N | vpravo   | 5             | M        | 18,1                | Třinec    | 18. srpna 1937    | |
| 55 | Levý zvon objektu B-S 15           | B-S 15 „Ostrov“            | AJ/N | vlevo    | 4             | M        | 18,1                | Třinec    | 23. srpna 1937    | |
| 56 |                                    | B-S 15 „Ostrov“            | JA/D | vpravo   | 2             | M        | 19,5                | Třinec    | 4. září 1937      | |
| 57 | Zvon objektu CE                    | CE „Jordán“                | AJ/N | vlevo    | 4             | S        |                     | Vítkovice | červen 1936       | |

### Zachované ventilační zvony
Na území České republiky se z 26 osazených ventilačních zvonů dochovalo 14 kusů, z nichž jeden byl částečně zničen v 80. letech 20. století. Jedná se o 12 středních zvonů, jeden velký a jeden malý. Je však možné, že počet dochovaných zvonů je o jeden exemplář vyšší. Střední zvon na objektu R-H-S 79a „U silnice“ existoval prokazatelně ještě v 80. letech 20. století, přičemž dnes je uváděn jako zahrnutý. Zbylé ventilační zvony vytrhla během druhé světové války německá armáda či v 50. letech 20. století Kovošrot.
Betonová maketa ventilačního zvonu vznikla v roce 2003 na muzejním objektu K-Bg-S 12b „Utržený“, roku 2011 byla na objektu R-H-S 78 „Na pasece“ dělostřelecké tvrze Hanička osazena na zachovaný zbytek a dobetonovanou část železná maketa vrchlíku poškozeného ventilačního zvonu.
| Č. | Obrázek                                                              | Objekt                     | Typ     | Varianta | Účel                            | Výrobce | Poznámky                                                                            |
| -- | -------------------------------------------------------------------- | -------------------------- | ------- | -------- | ------------------------------- | ------- | ----------------------------------------------------------------------------------- |
| 1  | Sací ventilační zvon na objektu MO-Sm-S 38                           | MO-Sm-S 38 „V lese“        | střední | A        | sání pro filtrovnu              | Třinec  |                                                                                     |
| 2  | Evakuační ventilační zvon na objektu MO-Sm-S 38                      | MO-Sm-S 38 „V lese“        | střední | B        | odtah z objektu                 | Třinec  |                                                                                     |
| 3  | Ventilační zvon na objektu K-Bg-S 10                                 | K-Bg-S 10 „U boží muky“    | střední | A        | sání pro filtrovnu              | Třinec  |                                                                                     |
| 4  | Sací ventilační zvon na objektu K-Bg-S 12                            | K-Bg-S 12 „Na kótě“        | střední | A        | sání pro filtrovnu              | Třinec  |                                                                                     |
| 5  | Evakuační ventilační zvon na objektu K-Bg-S 12                       | K-Bg-S 12 „Na kótě“        | střední | B        | odtah z objektu                 | Třinec  |                                                                                     |
| 6  |                                                                      | K-Am-S 41 „Pod vrškem“     | malý    | A        | sání pro filtrovnu              | Třinec  |                                                                                     |
| 7  |                                                                      | K-Am-S 42 „Trigonometr“    | střední | A        | sání pro filtrovnu              | Třinec  | - válečný průpal ve vrchlíku od kumulativní nálože                                  |
| 8  |                                                                      | K-Am-S 42 „Trigonometr“    | střední | B        | odtah z objektu                 | Třinec  |                                                                                     |
| 9  | Ventilační zvon na objektu R-H-S 76                                  | R-H-S 76 „U lomu“          | střední | A        | sání pro filtrovnu              | Třinec  |                                                                                     |
| 10 | Ventilační zvon na objektu R-H-S 77                                  | R-H-S 77 „U pozorovatelny“ | střední | A        | sání pro filtrovnu              | Třinec  | - zahrnut                                                                           |
| 11 | Sací ventilační zvon na objektu R-H-S 78 s dobetonovanou horní částí | R-H-S 78 „Na pasece“       | střední | A        | sání pro filtrovnu              | Třinec  | - v 80. letech 20. století odřezána vrchní část zvonu od spodní hrany sacích otvorů |
| 12 | Evakuační ventilační zvon na objektu R-H-S 78                        | R-H-S 78 „Na pasece“       | střední | B        | odtah z objektu                 | Třinec  |                                                                                     |
| 13 |                                                                      | R-H-S 79a „U silnice“      | velký   | A        | výfuk motorů ze strojovny tvrze | Třinec  |                                                                                     |
| 14 |                                                                      | R-H-S 80 „U potůčku“       | střední | A        | sání pro filtrovnu              | Třinec  |                                                                                     |